# Plateau de Beille
42°43′31.2″N 1°41′27.15″Ø / 42.725333°N 1.6908750°Ø
Plateau de Beille er et vintersportssted i Pyrenæerne. Det ligger i departementet Ariège, i Midi-Pyrénées. Stedet ligger ca. 1790 meter over havet, mellem Tarascon-sur-Ariège og Ax-les-Thermes, nær grænsen til Spanien. 

## Tour de France
Plateau-de-Beille har været målstreg for Tour de France-etaper syv gange. 
Med start i Les Cabannes (535 m.o.h), er stigningen op til Plateau-de-Beille (1790 m.o.h) 15,8 km. Dette giver en stigningsprocent på 7,9%, med et maksimum på 10,8% enkelte steder.

### Målstreg i Tour de France
| År   | Etape | Start for etapen   | Distance | Etapevinder       | Gule førertrøje   |
| ---- | ----- | ------------------ | -------- | ----------------- | ----------------- |
| 2024 | 15    | Loudenvielle       | 197,7 km | Tadej Pogačar     | Tadej Pogačar     |
| 2015 | 12    | Lannemezan         | 195 km   | Joaquim Rodríguez | Chris Froome      |
| 2011 | 14    | Saint-Gaudens      | 169 km   | Jelle Vanendert   | Thomas Voeckler   |
| 2007 | 14    | Mazamet            | 170 km   | Alberto Contador  | Michael Rasmussen |
| 2004 | 13    | Lannemezan         | 205,5 km | Lance Armstrong   | Thomas Voeckler   |
| 2002 | 12    | Lannemezan         | 198 km   | Lance Armstrong   | Lance Armstrong   |
| 1998 | 11    | Bagnères-de-Luchon | 170 km   | Marco Pantani     | Jan Ullrich       |